# 국가평의회
국가평의회(영어: state council, council of state)는 세계의 여러 나라의 국가기관들에서 사용하는 명칭이다. 나라에 따라 입법부일 수도 있고, 행정부일 수도 있고, 사법부일 수도 있으며, 실권은 없는 자문기관일 수도 있다. 한자문화권에서는 국무원(國務院), 국무회의(國務會議)라는 명칭으로 번역되기도 한다. 아래의 목록은 'Council of State' 또는 'State Council'이라는 영문 명칭을 사용하는 기구들을 국가 이름의 순서대로 나열한 것이다.

## 목록

### 현존하는 기구
- 가나: 국가평의회 (가나): 대통령의 자문기관
- 그리스: 국가평의회 (그리스): 최고행정법원으로서 대통령령의 적법성을 사전 검토
- 나이지리아: 국가평의회 (나이지리아): 자문기관
- 네덜란드: 국가평의회 (네덜란드): 자문기관, 왕족 한두 명과 국왕이 임명하는 평의원들로 이루어져 있다
- 노르웨이: 국가평의회 (노르웨이): 행정부 내각 겸 왕실 추밀원
- 대한민국: 국무회의: 대한민국의 내각
- 덴마크: 국가평의회 (덴마크): 왕조시대 추밀원과 비슷한 의전기관
- 룩셈부르크: 국가평의회 (룩셈부르크): 입법부의 자문기관
- 벨기에: 벨기에 국가평의회: 사법부이며 행정부의 법률자문기관
- 스위스: 전주의회: 스위스 상원의회
- 아일랜드: 언 코를러 스타트: 아일랜드 대통령의 자문기관
- 이집트: 이집트 국가평의회
- 이탈리아: 이탈리아 국가평의회: 행정부 활동의 적법성을 심사하는 감사기관
- 중국: 중화인민공화국 국무원: 국가의 최고 행정지도부
- 콜롬비아: 콜롬비아 국가평의회: 상고법원 겸 행정법원
- 쿠바: 쿠바 국가평의회: 행정부 내각
- 터키: 국참사원 (터키): 최고행정법원
- 태국: 태국 국가평의회: 행정부의 법률자문기관
- 포르투갈: 국가평의회 (포르투갈): 대통령 자문기관
- 프랑스: 국참사원: 프랑스의 최고행정법원
- 핀란드: 국가평의회 (핀란드): 행정부 내각
- 필리핀: 필리핀 국가평의회: 자문기관

### 폐지된 기구
- 브라질 제국 국가평의회(1822년–1889년)
- 칠레 국가평의회(1976년–1980년)
- 잉글랜드 국가평의회(1649년–1660년)
- 독일민주공화국 국가평의회(1960년–1990년)
- 국가평의회 (인도)(1919년–1947년)
- 임시국가평의회 (이스라엘)(1948년–1949년)
- 일본 태정관(689년–1885년)
- 라이베리아 국가평의회: 1990년대 중반 과도정부로 기능
- 만주국 국무원(1934년–1945년)
- 오스만 국가평의회(1868년-1922년)
- 국가평의회 (폴란드 왕국)(1815년-1915년) 및 폴란드 국가평의회(1947년–1989년)
- 루마니아 국가평의회(1961년–1989년)
- 시암 국가최고평의회(1925년–1932년)
- 스페인 국가평의회(1522년–1834년)
- 대한민국 임시정부 국무원(1919년-1948년)
- 대한민국 국무원(1948년-1961년)
- 스웨덴 어전평의회(1809년–1974년)
- 베트남 국가의회 상무위원회(1980년–1992년)

## 같이 보기
- 제목에 "국가평의회" 항목을 포함한 모든 문서
- 국민평의회
- 국가위원회
- 국민위원회

| Disambiguation icon | 이 문서는 명칭이 같고 같은 종류에 속하는 여러 대상을 연결하는 색인 문서입니다. |